# Teram Kangri
El grupo Teram Kangri (chino 特拉木坎力, pinyin Tèlāmùkǎnlì) es un macizo montañoso de la Siachen Muztagh, subcordillera del Karakórum.

## Ubicación
El punto más alto del grupo y, de la Siachen Muztagh, es el Teram Kangri I. El pico se ubica entre el límite de China y la región en disputa del glaciar de Siachen, cerca de la línea de control entre la India y Pakistán. El lado nororiental del pico es un territorio controlado por China, el lado suroccidental está en la zona en disputa de Siachen controlada por la India.

## Historial de ascensiones
El Teram Kangri I, de 7462 m, fue escalado por primera vez el 10 de agosto de 1975 por una expedición japonesa liderada por H. Katayama, que obtuvo un permiso del gobierno pakistaní e hizo la aproximación por la vía del paso Bilafond La (en el paso Saltoro). Escalaron la arista Suroeste del Teram Kangri II y, de ahí enfilaron a la arista Este hasta la cima. El Teram Kangri II fue escalado los días 12 y 13 de agosto de ese mismo año por seis escaladores japoneses.
El Teram Kangri II, de 7407 m, fue escalado en 1978 por una expedición del ejército indio liderada por el coronel Narendra Kumar, en el primer movimiento de la India por reclamar el área del glaciar de Siachen. El Teram Kangri I solo ha sido escalado una vez desde ese entonces, en 1991. La expedición hizo su acercamiento a través de territorio indio.
El Teram Kangri III, de 7382 m, prominencia de 500 m, fue escalado por primera vez en 1979 por una expedición japonesa liderada por S, Hanada. Su ruta cruzó por el paso Bilafod La, al igual que la primera ascensión del Teram Kangri I.
El Teram Kangri IV, de 6986 m, no cuenta con registros de ascensiones. Esta montaña se encuentra dentro de territorio chino.